# Michael Preetz
Michael Preetz (Düsseldorf, 17 de agosto de 1967) es un exfutbolista alemán que jugaba en la posición de delantero.

## Biografía
Michael Preetz debutó como futbolista en 1982 con el Fortuna Düsseldorf, Jugó con el club un total de 101 partidos en los que marcó 24 goles. Además ganó la Copa Intertoto de la UEFA en dos ocasiones, en 1986 y 1989. En este último año también ganó la 2. Bundesliga, ascendiendo a la máxima categoría del fútbol alemán. Ya en 1990 fichó por dos años por el 1. FC Saarbrücken, club con el que también ganó la 2. Bundesliga. En 1992 fue traspasado al MSV Duisburgo, y dos años más tarde hizo lo propio con el SG Wattenscheid 09. Ya en 1996 fichó por el Hertha Berlín. Permaneció en el club un total de siete temporadas, en las que jugó un total de 278 partidos y marcó 108 goles. Con el club consiguió ganar la Copa de la Liga de Alemania en 2001 y en 2002. Además en 1999 fue el máximo goleador de la Bundesliga. En 2003 se retiró como futbolista profesional.
Tras su retiro en 2003 fue designado por el Hertha Berlín como ayudante de la dirección del club hasta 2009. En 2009 fue nombrado gerente general del equipo.

## Selección nacional
Michael Preetz jugó en cinco ocasiones para la selección de fútbol sub-20 de Alemania Oriental y posteriormente para la selección de fútbol sub-21 de Alemania Oriental en dos ocasiones en el año 1989. Ya en 1999 once años después debutó con la selección de fútbol de Alemania, donde jugó en siete partidos y metió tres goles. 

## Clubes
| Club               | País     | Año         | Partidos | Goles |
| ------------------ | -------- | ----------- | -------- | ----- |
| Fortuna Düsseldorf | Alemania | 1982 - 1990 | 101      | 24    |
| 1. FC Saarbrücken  | Alemania | 1990 - 1992 | 76       | 30    |
| MSV Duisburgo      | Alemania | 1992 - 1994 | 71       | 21    |
| SG Wattenscheid 09 | Alemania | 1994 - 1996 | 64       | 19    |
| Hertha Berlín      | Alemania | 1996 - 2003 | 278      | 108   |

## Palmarés
Fortuna Düsseldorf
- 2. Bundesliga: 1989
- Copa Intertoto de la UEFA (2): 1984 y 1986

1. Fußball-Club Saarbrücken
- 2. Bundesliga: 1992

Hertha Berlín
- Copa de la Liga de Alemania (2): 2001 y 2002